# Åmåls Weckoblad
Åmåls Weckoblad var Åmåls första tidning. Tidningen startades i 15 januari 1846 och lades ned i 2 december 1847.

## Redaktion
Sundelius var redaktör och typografen Karl Johan Fredrik Lidberg stod som ansvarig utgivare. Tidningen kom ut på fredagar. Tidningen hade ett bihang med allmänt innehåll som kom ut oregelbundet. Priset för tidningen var 2 riksdaler banko 1846 och 2 riksdaler 16 skilling banko 1847.

## Tryckning
Bruksförvaltaren Magnus Gerhard Sundelius startade tidningen och fick utgivningsbevis för tidningen 29 december 1845. Han hade köpt ett tryckeri med press  av Lars Johan Hierta. Tidningen hade 4 sidor och formatet var litet, kvarto (26,7 x 17,7 cm). Tidningen trycktes nästan helt med frakturstil.